# Молодая гвардия (музей)
«Молодая гвардия» — музей в городе Краснодоне Луганской области, посвящённый героям-молодогвардейцам, участникам подпольной молодёжной комсомольской организации «Молодая гвардия». Самое крупное хранилище документов по деятельности организации.

## История музея
Музей основан согласно постановлению бюро Ворошиловградского обкома Компартии Украины от 13 ноября 1943 года. Открыт 1 мая 1944 года как филиал Ворошиловградского краеведческого музея. Первый директор музея, расположенного в доме Елены Николаевны Кошевой (матери Олега Кошевого), — молодогвардеец Анатолий Лопухов. Первый экскурсовод музея — бывшая подпольщица из «Молодой гвардии» Ольга Иванцова.
В 1951 году музей переносится в здание клуба инженерно-технических работников, а в 1953 году — в здание бывшей школы имени 18-го Международного юношеского дня.
После решения о строительстве в Краснодоне нового современного здания музея «Молодой гвардии» первый камень в фундамент нового музея был заложен 4 октября 1966, а открыт музей 6 мая 1970 года Героем Советского Союза, лётчиком-космонавтом СССР Борисом Волыновым. В 1982 году Указом Президиума Верховного Совета СССР музей «Молодая гвардия» был награждён орденом Дружбы народов. А на месте казни краснодонских подпольщиков воздвигнут мемориальный комплекс «Непокорённые».
Решением Луганского областного совета от 28.02.2007 года музей стал областным.
В 2008—2009 годах здание музея было реконструировано. Ремонт и реконструкция здания продолжались также в 2010, 2011 и 2012 годах.

## Цель музея
Материалы музея рассказывают о деятельности подпольной молодёжной комсомольской организации «Молодая гвардия» в городе Краснодоне во время Великой Отечественной войны. Собрано более 20 тысяч экспонатов, которые подразделяются на материалы по истории «Молодой гвардии» и истории города Краснодона. В первую часть входят документы, фотографии, личные вещи, награды подпольщиков, а также художественные произведения по этой тематике; в другую — материалы про восстановление и строительство города, документы и вещи первых комсомольцев и коммунистов, стахановцев, участников Великой Отечественной войны, Героев Советского Союза и Героев Социалистического труда, а также почётных граждан и выдающихся людей города.

## Награды
- Орден Дружбы народов (1982 год)[5].